# Corydalis tianshanica
Corydalis tianshanica är en vallmoväxtart som beskrevs av Lidén. Corydalis tianshanica ingår i släktet nunneörter, och familjen vallmoväxter. Inga underarter finns listade i Catalogue of Life.